# Бронепалубни крайцери тип „Блейк“
Блейк (на английски: Blake) са серия бронепалубни крайцери от 1-ви ранг, на Британския Кралски флот построени през 1880-те – 1890-те години на 19 век. Серията е развитие на крайцерите от типа „Орландо“, но с увеличени размери и без бордова броня. Стават родоначалници на бронепалубните крайцери 1-ви ранг на Кралския флот. Имат вложени в себе си много новаторкски решения, но са и с висока стойност за производство. Всичко от проекта са построени 2 единици: „Блейк“ (на английски: HMS Blake) и „Бленхейм“ (на английски: HMS Blenheim). Последващо развитие на проекта са крайцерите от типа „Едгар“, които са плод на стремежа на британското Адмиралтейство за икономии.

## Проектиране
Появата на крайцерите от типа „Блейк“ е наложено от две обстоятелства: на първо място, има натрупан значителен, но не много успешен опит от експлоатацията на броненосни крайцери. Става ясно, че заради претоварването, характерно за онези времена, с бордови брониран пояс корабите потъват толкова под водата, че всъщност бордът си остава незащитен. При това, значителното тегло на бронята, при слабите тогава парни машини, прави броненосните крайцери твърде бавни, за да преследват те вражеските рейдери и твърде слаби за да участват в линията на ескадрено сражение. На второ място, в Кралския флот се сменя главния корабостроител. Сега това е Уилям Хенри Уайт, който е противник на броненосните крайцери.

## Конструкция

### Силова установка
Запас въглища 1800 тона. Четири парни машини с тройно разширение, работещи на два гребни вала. Шест двойни цилиндрически котела. На ниска скорост предната двойка машини се спират от валовете, посредством трансмисия. Освен основните котли и двата крайцера имат по един спомагателен.

## История на службата
- HMS Blake е заложен през юли 1888 г., спуснат на вода на 23 ноември 1889 г., в строй от 2 февруари 1892 г.
- HMS Blenheim е заложен през октомври 1888 г., спуснат на вода на 5 юли 1890 г., в строй от 26 май 1894 г.[2]

## Оценка на проекта
Без да содтигнат очакваната проектна скорост на хода, тези кораби са, като цяло, удачен проект и изиграват важна роля в историята на английското корабостроене.
„Блейк“ става за Уайт прототип за голямата серия мореходни броненосци от типа „Роял Соверен“ и за доста удачни крайцери от 1-ви ранг. Намалявайки проектната скорост от 22 до 20 възела, Уайт супява да разположи въоръжението на „Блейк“ (2 – 234-мм и 10 – 152-мм оръдия) в по-малка водоизместимост, така се появяват бронепалубните крайцери от типа „Едгар“.